# Macropora africana
Macropora africana is een mosdiertjessoort uit de familie van de Macroporidae. De wetenschappelijke naam van de soort is voor het eerst geldig gepubliceerd in 1983 door Hayward & Cook.